# La Esperanza, Huejutla de Reyes
La Esperanza är en ort i Mexiko.   Den ligger i kommunen Huejutla de Reyes och delstaten Hidalgo, i den sydöstra delen av landet, 200 km norr om huvudstaden Mexico City. La Esperanza ligger 189 meter över havet och antalet invånare är 181.
Terrängen runt La Esperanza är huvudsakligen kuperad, men åt nordost är den platt. Runt La Esperanza är det ganska tätbefolkat, med 199 invånare per kvadratkilometer. Närmaste större samhälle är Huejutla de Reyes, 4,4 km norr om La Esperanza. Omgivningarna runt La Esperanza är en mosaik av jordbruksmark och naturlig växtlighet.